# Pittosporum mildbraedii
Pittosporum mildbraedii är en tvåhjärtbladig växtart som beskrevs av Adolf Engler. Pittosporum mildbraedii ingår i släktet Pittosporum och familjen Pittosporaceae. Inga underarter finns listade.